# Campeonato Mundial de Xadrez de 2005 (FIDE)
O Campeonato Mundial de Xadrez de 2005 organizado pela FIDE foi realizado em Potrero de los Funes na Argentina ente 27 de setembro e 16 de outubro. Devido as críticas ao formato de matches eliminatórios das competições anteriores, a FIDE alterou o sistema do campeonato mundial em 2005. 
A disputa foi em um torneio todos-contra-todos em duas voltas e empregando um controle do tempo mais lento. Os jogadores convidados foram os finalistas do último campeonato FIDE (Rustam Kasimdzhanov e Michael Adams), o campeão mundial da PCA (Vladimir Kramnik) e seu último desafiante (Péter Lékó), e os quatro jogadores melhores ranqueado pelo rating ELO (Garry Kasparov, Viswanathan Anand, Veselin Topalov e Alexander Morozevich). Kramnik e Kasparov recusaram o convite e seus lugares foram ocupados por mais dois jogadores melhores ranqueados: Peter Svidler e Judit Polgár. A participação de Judit Polgar fez dela a primeira mulher a competir pelo título mundial absoluto. O búlgaro Veselin Topalov venceu a competição e se tornou campeão mundial.

## Tabela de classificação
| N.º | Jogador              | 1   | 2   | 3   | 4   | 5   | 6   | 7   | 8   | Total |
| --- | -------------------- | --- | --- | --- | --- | --- | --- | --- | --- | ----- |
| 1   | Veselin Topalov      | - - | ½ ½ | 1 ½ | 1 ½ | 1 ½ | 1 ½ | 1 ½ | 1 ½ | 10    |
| 2   | Viswanathan Anand    | ½ ½ | - - | ½ ½ | 0 ½ | ½ 1 | 0 1 | 1 ½ | 1 1 | 8½    |
| 3   | Peter Svidler        | 0 ½ | ½ ½ | - - | 1 1 | 1 ½ | ½ ½ | ½ ½ | 1 ½ | 8½    |
| 4   | Alexander Morozevich | 0 ½ | 1 ½ | 0 0 | - - | ½ 1 | ½ 1 | ½ ½ | ½ ½ | 7     |
| 5   | Péter Lékó           | 0 ½ | ½ 0 | 0 ½ | ½ 0 | - - | ½ 1 | 1 ½ | 1 ½ | 6½    |
| 6   | Rustam Kasimdzhanov  | 0 ½ | 1 0 | ½ ½ | ½ 0 | ½ 0 | - - | ½ ½ | 0 1 | 5½    |
| 7   | Michael Adams        | 0 ½ | 0 ½ | ½ ½ | ½ ½ | 0 ½ | ½ ½ | - - | ½ ½ | 5½    |
| 8   | Judit Polgár         | 0 ½ | 0 0 | 0 ½ | ½ ½ | 0 ½ | 1 0 | ½ ½ | - - | 4½    |